# 栃木県立真岡高等学校
栃木県立真岡高等学校（とちぎけんりつ もおかこうとうがっこう、英: Tochigi Prefectural Moka High School）は、栃木県真岡市白布ヶ丘にある公立高等学校。通称・略称は「真高」（もおたか）。

## 概要
栃木県の旧制第一中学校（宇都宮高等学校）と旧制第二中学校（栃木高等学校）に次いで、1900年（明治33年）に開校された、旧制第三中学校を前身とする。
部活動においてはサッカー部が、全国高等学校サッカー選手権大会に11回、全国高等学校総合体育大会サッカー競技に10回の出場経験があり、全国大会における最高成績はベスト4（3回）である。

## 沿革
真岡高校の沿革は以下のとおり。

### 旧制中学校時代
- 1900年（明治33年）4月16日 - 「栃木縣第三中學校」として開校。
- 1901年（明治34年）
  - 3月 - 2階建ての本館が落成。
  - 5月18日 - 「栃木縣立真岡中學校」と改称。5年制・生徒定員500名と定める。
  - 11月30日 - 2階建て寄宿舎・雨天体操場・食堂が落成。
- 1902年（明治35年）
  - 5月10日 - 南校舎・北校舎・博物室を増築。
  - 9月28日 - 大暴風雨により南北両校舎・寄宿舎が全壊し、本館も大きく傾く。このため、10月16日まで授業を中断。
- 1903年（明治36年）4月16日 - 北校舎を再建。
- 1904年（明治37年）1月16日 - 本館・南校舎・寄宿舎を再建。
- 1905年（明治38年）3月29日 - 第1回卒業式を挙行。
- 1908年（明治41年）11月3日 - 校旗を制定。
- 1910年（明治43年） - 校歌（旧校歌）を制定。
- 1913年（大正2年）11月3日 - 「至誠の碑（至誠招魂碑）」が竣工。
- 1926年（大正15年）3月 - 寄宿舎を廃止。
- 1934年（昭和9年）11月3日 - 校歌（現校歌）を制定。
- 1947年（昭和22年）4月 - 学制改革により、第1学年の募集を停止。

### 新制高等学校時代
- 1948年（昭和23年）4月 - 学制改革により「栃木県真岡高等学校」と改称。普通科を置く。
- 1949年（昭和24年）
  - 4月 - 商業科を設置。
  - 12月 - 至誠の碑を再建。
- 1951年（昭和26年）4月1日 - 「栃木県立真岡高等学校」（現校名）に改称。
- 1957年（昭和32年）12月 - 公益財団法人野澤一郎育英会を設立（後述）。
- 1959年（昭和34年）10月29日 - 旧制中学校時代の第2回卒業生である野澤一郎の胸像を建設。
- 1960年（昭和35年）5月 - 第1回校内マラソン大会を開催。
- 1964年（昭和39年）
  - 2月 - 生徒会誌「白布が丘」を創刊。
  - 11月 - 国旗掲揚塔を新築。
  - 12月25日 - 東京オリンピックを記念して第1回校内駅伝大会を開催。
- 1965年（昭和40年）1月 - 柔道場が竣工し、「白布館」と命名される。
- 1966年（昭和41年）
  - 8月17日 - 鉄筋コンクリート3階建て普通教室15室の新築起工式を挙行。
  - 11月1日 - 新（現）校旗樹立式を挙行。
- 1967年（昭和42年）3月 - 普通教室15室を新築。
- 1968年（昭和43年）3月 - 普通教室と管理棟が完成。本館を校舎北側に移築し、「記念館」と命名。
- 1969年（昭和44年）4月 - 定時制（夜間）普通科を2学級設置。
- 1971年（昭和46年）11月 - 新校舎落成式典を挙行。
- 1977年（昭和52年）1月20日 - 生活指導室が竣工し、「至誠寮」と命名される。
- 1979年（昭和54年）9月 - 新体育館が竣工。
- 1989年（平成元年）
  - 7月 - 新プールが完成。
  - 10月20日 - 記念館整備事業が竣工。
- 1990年（平成2年）3月23日 - 「栄光の記録」碑の除幕式を挙行。庭園（心字庭）が完成。
- 1991年（平成3年）
  - 4月 - 普通科を1学級増設。
  - 12月1日 - 暖房用ストーブを設置し使用開始。
- 1992年（平成4年）4月18日 - 普通科を1学級削減。白布館（武道場）が竣工し、柔道場開きと剣道場開きを挙行。
- 1994年（平成6年）3月 - 家庭科棟が竣工。
- 1995年（平成7年）2月 - 学科再編により商業科の生徒募集を停止[4]。1学年は普通科7学級となる。
- 1997年（平成9年）
  - 2月 - 商業科の閉科式と「永劫の碑」の除幕式を挙行。
  - 4月 - 普通科21学級となる。
- 1998年（平成10年）7月 - 記念館が登録有形文化財として登録される。
- 1999年（平成11年）
  - 3月 - 講堂兼体育館が竣工。
  - 9月27日 - 創立100周年記念石碑とモニュメント「未来へ」の除幕式を挙行。
- 2004年（平成16年）4月 - 普通科を1学級削減。1学年は普通科6学級となる。
- 2007年（平成19年）7月 - 普通教室にエアコンを設置。
- 2009年（平成21年）
  - 2月 - 校長公舎を解体。
  - 9月 - 創立110周年を記念したカイノキの植樹式を挙行。
- 2011年（平成23年）
  - 3月11日 - 東北地方太平洋沖地震（東日本大震災）で被災。死傷者は出なかった。
  - 4月 - 普通科を1学級削減。1学年は普通科5学級となる。
- 2014年（平成26年）2月 - 普通科で特色選抜入試を導入。
- 2016年（平成28年）10月 - グラウンドの改修工事（サッカー場と野球場外野部分の人工芝化、陸上走路のウレタン舗装）が竣工。卒業生である大塚実の胸像除幕式を挙行[5][6]。

## 基礎データ

### 通学区域
主に真岡市、芳賀郡（益子町・芳賀町・市貝町・茂木町）からの通学者が多い。真岡市、芳賀郡以外では宇都宮市東部（清原地区・瑞穂野地区）や河内郡上三川町、下野市南河内地区等からの通学者がある。また、年度によっては茨城県からの通学者もある。

### アクセス
- 真岡鐵道真岡駅から徒歩5分
- 関東バス「高寺下」停留所から徒歩7分

### 象徴
校訓
至誠：意義は「人を欺かず、また己を欺かず、自己の良心を尊び、善と信ずることは必ず実行する」。
校歌
「朝日たださす白布が丘に」で始まる校歌は、作詞葛原しげる、作曲弘田龍太郎によるもので、1934年に制定された二代目。 栃木県内において、旧制中学時代の校歌をそのまま歌い続けているのは真岡高校のみである。

## 施設
1903年（明治36年）に建設された旧本館は、1998年（平成10年）に「真岡高校記念館」として、国の登録有形文化財（建造物）に登録された。総2階建ての擬洋風建築で、1階には事務室・職員室・校長室などが入り、2階は広い講堂になっている。現在では、1階は展示室として、2階はそのまま講堂として活用されている。
2011年（平成23年）の東日本大震災によって記念館が被害を受けた際、本校出身者の大塚実（大塚商会名誉会長）が耐震改修工事費として1億4,726万円を寄付し、2015年（平成27年）に竣工した。記念館は1968年（昭和43年）に現在地に移築され、2007年（平成19年）に一度改修されたが、大塚実はその両方の工事においても寄付を行った。
2016年（平成28年）に、人工芝の屋外サッカー場と、ウレタン舗装の陸上競技走路が完成した。校庭の人工芝化は、公立高等学校としては県内初である。総工費2億6,500万円をかけた改修工事は、大塚実が現物寄付したものである。

## 著名な出身者
- 岩崎純三 - 元真岡市長、参議院議員、総務庁長官
- 神田厚 - 元衆議院議員、元防衛庁長官
- 国井正幸 - 元参議院議員
- 大塚朋之 - 元益子町長
- 野澤一郎 - 巴コーポレーション創業者、発明家、紫綬褒章
- 大塚実 - 大塚商会創業者、日本の富豪ランキング16位
- 宮澤栄一 - デジタルハーツホールディングス創業者・会長、日本eスポーツ協会理事
- ピストン堀口 - プロボクサー（元日本フェザー級・東洋フェザー級および日本ミドル級チャンピオン）
- 渡辺勇次郎 - 日本ボクシングの父
- 竹野暢勇 - 競輪選手
- 弘山勉 - 陸上競技（中・長距離走・マラソン）元選手・現指導者（筑波大学陸上部駅伝監督）、弘山晴美の夫
- 上野優作 - 元プロサッカー選手
- 三丸拡 - プロサッカー選手
- 上野比呂企 - アナウンサー（東日本放送）
- 橋本和芳 - 元アナウンサー（北陸朝日放送）
- 関俊彦 - 声優
- 柴田明良 - 俳優
- 飯山一郎 - 発明家
- 濱田晋作 - 陶芸家：濱田窯
- 濱田篤哉 - 陶芸家：濱田窯
- 濱田友緒 - 陶芸家：濱田窯
- 片岡一竹 - 哲学者、精神分析家
- はぬまあん - 漫画家
- 斎藤正寿 - 元プロ野球選手

## 著名な関係者
- 岩原篤男 - 教員（音楽）。吹奏楽部顧問。

## 関連団体
- 公益財団法人野澤一郎育英会 - 本校内に設立された財団法人で、本校が事務を行い、同窓会長が理事長を務める。卒業生の野澤一郎より寄付を受け、保有する巴コーポレーション株2,120,937株（2011年12月現在、5.20%所有）の配当を元に奨学金給付事業を行っている[13]。